# Acrogomphus malayanus
Acrogomphus malayanus – gatunek ważki z rodziny gadziogłówkowatych (Gomphidae).